# Tipula gallaeca
Tipula gallaeca är en tvåvingeart som beskrevs av Eiroa 1989. Tipula gallaeca ingår i släktet Tipula och familjen storharkrankar. Inga underarter finns listade i Catalogue of Life.